# Euretaster attenuatus
Euretaster attenuatus är en sjöstjärneart som beskrevs av Jacques Jangoux 1984. Euretaster attenuatus ingår i släktet Euretaster och familjen knubbsjöstjärnor. Inga underarter finns listade i Catalogue of Life.